# Schillerhaus (Cheb)

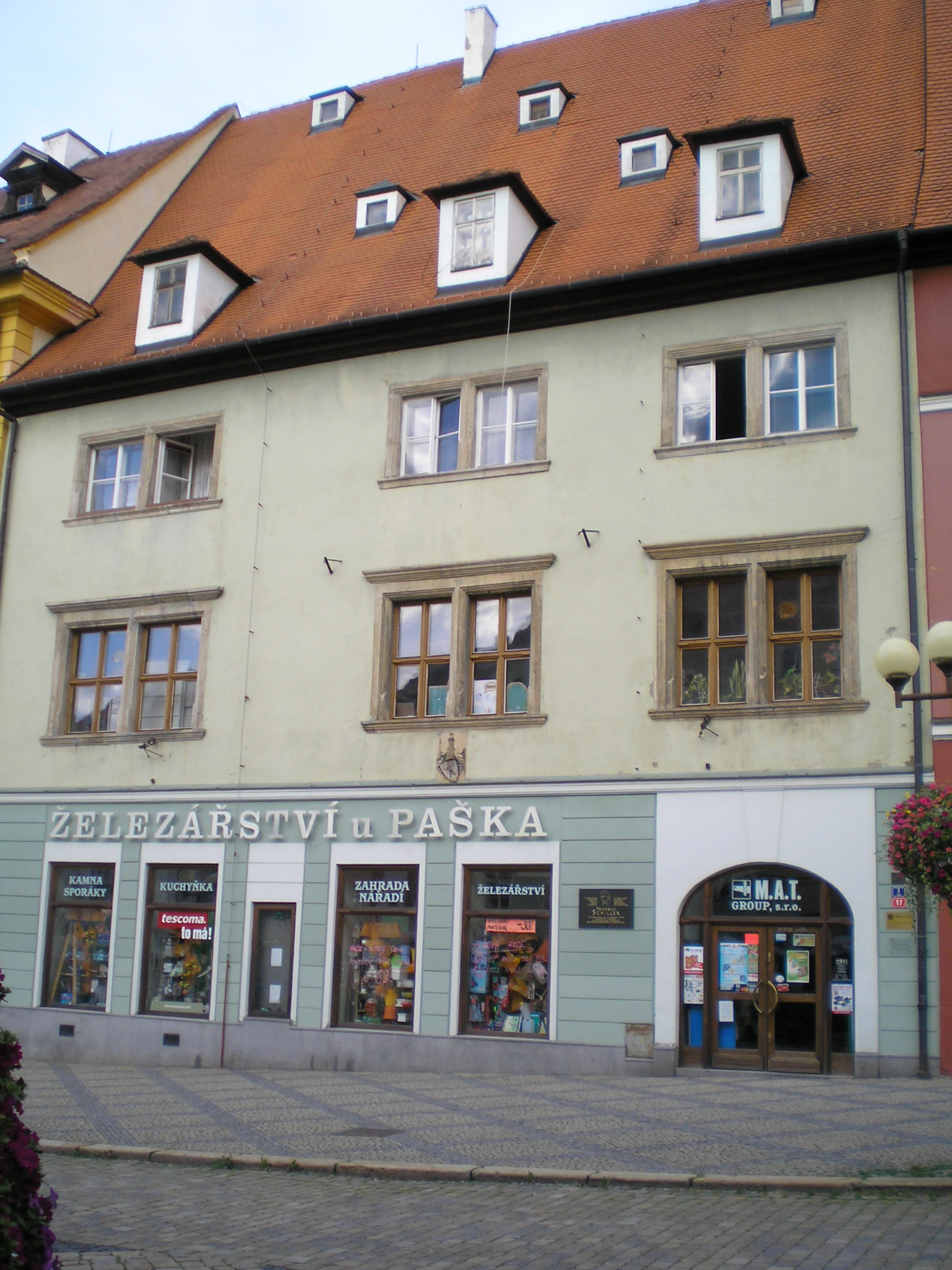
Schillerhaus in Cheb

Die Schillerhaus in Cheb (deutsch Eger), einer Stadt in Tschechien im Okres Cheb (Bezirk Eger), wurde 1673 erbaut. Das Gebäude am südöstlichen Marktplatz, direkt rechts neben dem Rathaus, ist seit 1988 ein geschütztes Kulturdenkmal.

## Geschichte
Das Haus mit einem Wappen unter den mittleren Fenstern des ersten Stockwerks wurde zunächst nach seinem Erbauer als Metternichhaus bezeichnet. Nach dem Besuch des Dichters Friedrich Schillers im Jahr 1791 in Eger zu einer Trinkkur in Franzensbad und historischen Studien zu dem Leben von Wallenstein befand sich im Gebäude das Gasthaus Zum goldenen Hirsch, danach wurde es auch als Schillerhaus bezeichnet. In den Jahren 1854 bis 1862 wohnte hier der Komponist Wenzel Heinrich Veit. Die Gedenktafeln für Schiller und Veit neben den zwei Mittelfenstern im ersten Stockwerk wurden im Jahr 1962 bei Renovierungsarbeiten entfernt und vernichtet.